# Illa Alexander Selkirk
L'Illa Alexander Selkirk (antigament illa Más Afuera) és una illa deserta que porta el nom d'Alexander Selkirk, un mariner escocès que va estar durant quatre anys i quatre mesos com a nàufrag en una illa deserta. Forma part de les illes Juan Fernández i té una superfície de 48 km². Destaca el Cerro de Los Inocentes, que depenent de les fonts apareix amb una altura de 1650 msnm, o de 1320 msnm, del qual baixen alguns petits rierols. A la costa nord-oest destaca la platja del Buque Varado.